# Epicypta brunetti
Epicypta brunetti är en tvåvingeart som beskrevs av Edwards 1913. Epicypta brunetti ingår i släktet Epicypta och familjen svampmyggor. Inga underarter finns listade i Catalogue of Life.